# Anna Haining Bates
Anna Haining Bates, nacida como Anna Haining Swan (Mill Brook, Nueva Escocia, 6 de agosto de 1846 - Seville, Ohio, 5 de agosto de 1888), fue una mujer canadiense famosa por su gran estatura (padecía gigantismo). Se estima que llegó a alcanzar los 2,27 m (7′ 5″) de altura. Sus padres, inmigrantes canadienses de raíces escocesas, no eran especialmente altos. Se la llegó a conocer como “La mujer moderna más grande del mundo”, aunque de su contemporánea la alemana Marianne Wedhe (1866-1884) se decía que había llegado a los 2,53 m (8′ 4″), cuando en realidad medía 2,18. Los promotores solían exagerar las características de sus representados para aumentar el interés.

## Nacimiento y crecimiento
Anna Haining Bates nació en Mill Brook, New Annan, (actualmente Tatamagouche), Colchester County, Nueva Escocia. Al nacer pesó 8 kg (18 lb). Sus padres, Alexander Swan y Ann Graham, fueron dos colonos baptistas que poseían una granja cerca de New Annan. No había antecedentes de gigantismo en su familia. Fue la tercera de trece hermanos, todos de estatura normal. Desde su nacimiento su crecimiento ya fue precipitadamente rápido y a la edad de cuatro años ya medía 1,37 m (4′ 6″). Fue medida de nuevo a los seis años, y el resultado fue de 1,57 m (5′ 2″), apenas 5 cm menos que su madre. En su décimo cumpleaños ya medía 1,85 m (6′ 1″) y a los 15 años su estatura era de 2,13 m (7′ 0″). Dos años después alcanzaría los 2,20 m (7′ 3″). Se estima que su altura máxima fue de 2,27 m (7′ 5″), medida por su médico de Seville.
A los seis años empezó el colegio pero los pupitres le resultaban muy incómodos, por lo que le hicieron uno a medida. Fue una niña inteligente, que destacaba en música y literatura, aunque los que la veían por primera vez creían que era una muchacha retrasada al suponerla de más edad. A los 15 años se trasladó a casa de un tío en Truro para asistir a la Norman School, pero allí la casa no era a su medida, echaba de menos a su familia y la gente la miraba por la calle. P. T. Barnum fue avisado.

## Vida como fenómeno
Anna aceptó y viajó con sus padres a Nueva York en 1862 para entrevistarse con el empresario. Barnum les ofreció 23 dólares semanales, un alojamiento confortable, los mejores vestidos y una profesora particular para que pudiera seguir sus estudios. Aceptaron, su madre se quedó un año con ella hasta que consideró que Anna se había adaptado y quedaba en buenas manos. Al principio solo se dejaba contemplar, pero al ver Barnum sus progresos en piano, canto e interpretación, la colocó en el escenario principal dando números musicales y recitando a Shakespeare. La presentaba como La mujer más alta del mundo, asegurando que medía 2,40 y a veces compartía escenario con el Comodoro Nutt  de 76 cm. Se hizo muy amiga del matrimonio de enanos, el general Thumb y su esposa Lavinia Warren. Barnum encargó dos vehículos especiales: un enorme carruaje para Anna y otro pequeñito con forma de cáscara de nuez tirado por ponis para el Comodoro, con los que circulaban por las calles de Nueva York anunciando el American Museum. Ella era feliz y ganaba mucho dinero que enviaba a casa para la manutención de sus numerosos hermanos. En 1863 Barnum la llevó de gira por Inglaterra y fue recibida por la reina Victoria, que se sorprendió no solo de su altura, sino también de su inteligencia y buena educación.
En 1864, bandas de sudistas llegaron a la ciudad para provocar caos y el American Museum sufrió un incendio que pudo ser sofocado sin graves daños. Pero un año después otro incendio, este accidental, destruyó las instalaciones por completo. Los bomberos tuvieron que rescatar a las personas atrapadas en los pisos altos, entre ellas la señorita Swan. Para ponerla a salvo, tuvieron que derribar un trozo de fachada y bajarla con cuerdas y poleas. Anna perdió todos sus ahorros y Barnum la devolvió a New Annan, para que se recuperara. Al poco abrió el New American Museum y le hizo un contrato más ventajoso. Otro incendio accidental destruyó el nuevo local y Anna regresó a Nueva Escocia, exhibiéndose por su cuenta en teatros.
En 1871, terminado el contrato con Barnum, Anna decidió embarcarse en una gira por Europa organizada por H. P. Ingalls. Otro de los fenómenos que aceptó el trabajo fue Martin Van Buren Bates, El Gigante de Kentucky (1837-1919). Fue amor a primera vista. Cuando semanas más tarde atracaron en Liverpool ya habían anunciado su compromiso. Martin también había mostrado gigantismo desde niño, hasta alcanzar de adulto los 2,20. Luchó en la Guerra de Secesión, donde impresionaba, pues su sable era 40 cm más largo que uno normal y montaba un caballo percherón que había confiscado en la granja de un alemán en Pensilvania. Tras la contienda, sus amigos le sugirieron que podría vivir exhibiéndose.
La reina Victoria volvió a recibir a Anna y su prometido y le regaló a ella el vestido de novia y a él un reloj de bolsillo de oro, ambos a medida. El 17 de junio de 1871 una multitud rodeó la iglesia de Trafalgar Square para contemplar a los novios y sus invitados, muchos fenómenos de feria como ellos. Presidió la ceremonia el reverendo Rupert Cochrane, amigo de la familia Swan, que con su 1,91 parecía pequeño ante los enormes novios.
El 19 de mayo de 1872 Anna dio a luz una niña tan grande como ella misma en su nacimiento: 8,02 kilos y 67,5 cm. Fue atendida por los prestigiosos ginecólogos doctores Cross y Buckland, que no pudieron evitar la muerte de la neonata. El capitán Bates entregó el cuerpo a la ciencia para que estudiara la causa del gigantismo y parece que se guardó en el museo del London Hospital hasta que se perdió durante los bombardeos de la II Guerra Mundial. El difícil parto y la muerte de la bebé dejaron a Anna débil y deprimida. Martin, igual de triste, la llevó de vacaciones a Irlanda.

## Vida en Seville
Decidieron regresar a EE. UU. y en New Annan, Martin conoció a sus suegros antes de instalarse en Seville (Ohio), donde compraron una granja. Nada más llegar asistieron a la iglesia baptista pero encontraron los bancos incómodos por lo que Martin encargó al carpintero local uno acorde con sus tamaños. La casa también fue diseñada a medida y desde su casa de Inglaterra llegaron los enormes muebles. También les construyeron un gran carruaje. Una vez instalados, los Bates ofrecieron una fiesta para conocer a sus nuevos vecinos. Las señoras estuvieron toda la velada de pie, pues les resultaba indigno escalar las enormes sillas o permitir que el apuesto y caballeroso señor Bates las subiera como si de niñas se tratara.
Vivían tranquilos e integrados en la comunidad. Anna se reunía con sus vecinas y mientras tejían les contaba anécdotas de sus viajes, también daba clases a los niños en la escuela dominical. Sus antiguos amigos, las siamesas Millie y Christine, El Esqueleto Viviente o el matrimonio Thumb, les visitaban en cuanto tenían un hueco en sus vidas circenses. Maggie, la hermana de Anna de salud débil, falleció a los 22 años durante una de sus visitas y fue enterrada en Seville. Eran especialmente cariñosos con los niños, que gustaban de trepar por las rodillas de Martin para alcanzar los caramelos que siempre guardaba en los bolsillos
En 1878 salieron de gira con el circo W. W. Cole por los pueblos mineros del Oeste estadounidense. Anna volvió a quedar embarazada. Por precaución, abandonaron la gira y regresaron a Seville. El 15 de enero de 1879 se puso de parto, de nuevo dificultado por el gran tamaño del bebé. Los médicos no lograron la expulsión hasta el día 19 y el recién nacido más grande de la historia (tanto como un bebé normal de seis meses) solo vivió once horas. Fue enterrado en el cementerio de Mount Hill, junto a Maggie.
Anna no consiguió recuperarse y no volvieron a viajar. En 1882 asistieron en Cleveland (Ohio) al circo Barnum & Bayley pues conocían a muchas de sus estrellas. Todos sus viejos amigos la encontraron muy desmejorada. Se recluyó en casa, sin fuerzas, y el solícito cuidado de Martin parecía no surtir efecto.

## Muerte y funeral
Anna Bates murió repentinamente mientras dormía la noche del 5 de agosto de 1888, un día antes de cumplir 42 años. La causa de la muerte fue insuficiencia cardíaca, derivada seguramente de haber padecido bocio, como muestran sus fotos y retratos.
Tras el fallecimiento de su esposa, su marido, el capitán Martin Van Buren Bates, cuya altura era de 2,20 m (7′ 3″), telegrafió a Cleveland, Ohio, para encargar un féretro de las medidas de su difunta esposa. La empresa fabricante, convencidos de que las medidas escritas en el telegrama eran un error, envió un féretro de tamaño estándar. Bates, indignado, volvió a telegrafiar para confirmar que el tamaño que indicaba en su primer telegrama era el correcto.
El funeral de Anna tuvo que ser aplazado ya que el féretro tardó tres días más en llegar. Finalmente Anna fue sepultada el lunes 13 de agosto de 1888. Tanto Anna, como su marido Martin y su hijo están enterrados en el cementerio Mount Hill de Seville, Ohio. Muy cerca está sepultada la hermana de Anna, Maggie, que murió de tuberculosis en 1875, a la edad de 22 años. Una estatua a tamaño natural de La giganta de Nueva Escocia vela las tumbas.
A lo largo de su matrimonio, había tenido dos hijos con el capitán Bates. El primero era una niña y nació muerta el 19 de mayo de 1872, pesando al nacer 8.2 kg. El segundo, el 19 de enero de 1879, pesó 10 kg y midió 71 cm (es el neonato más grande que se recuerda), pero falleció a las once horas de nacer.